# Farara pulchra
Farara pulchra là một loài bướm đêm trong họ Noctuidae.